# Castignano
Castignano település Olaszországban, Marche régióban, Ascoli Piceno megyében. Lakosainak száma 2549 fő (2023. január 1.). Castignano Appignano del Tronto, Ascoli Piceno, Cossignano, Montalto delle Marche, Offida, Rotella és Montedinove községekkel határos.

## Népesség
A település lakossága az elmúlt években az alábbi módon változott:
| Lakosok száma | 2774 | 2737 | 2549 |
|               | 2017 | 2018 | 2023 |